# San Clemente (Italia)
San Clemente (San Climènt in romagnolo) è un comune italiano di 5 792 abitanti della provincia di Rimini in Emilia-Romagna. È situato 19 km a sud del capoluogo.

## Storia
Le prime notizie sul Castrum Sancti Clementis si hanno nel 962 quando il primo Imperatore del Sacro Romano Impero, Ottone I di Sassonia, ne fece dono ai conti di Carpegna. Entrata in seguito a far parte dei possedimenti dei Malatesta, vi rimase, tranne un breve periodo, fino al 1504 quando il castello passò in mano ai veneziani. Dal 1508 all'Unità d'Italia fece parte dello Stato della Chiesa.

### Simboli

Il gonfalone comunale

Lo stemma ed il gonfalone comunali sono stati approvati con deliberazione del consiglio comunale n. 107 dell’8 settembre 1982 e concessi con decreto del Presidente della Repubblica n. 3542 del 18 luglio 1984.
La parte superiore di colore azzurro rappresenta il cielo, il colore rosso di quella inferiore simboleggia il mare arrossato dal sangue del martirio (ricordato dalla palma del martirio) di papa Clemente che la tradizione narra sia stato gettato in mare legato ad un'ancora, anch'essa rappresentata nello stemma. La corona d'oro infilata nella croce simboleggia il dominio malatestiano.
Il gonfalone è un drappo troncato di rosso e di azzurro.

## Monumenti e luoghi d'interesse
Il centro di San Clemente è in maggior parte racchiuso entro le mura del Castello Malatestiano. All'epoca malatestiana risale anche la villa fortificata e fattoria di Castelleale, singolare esempio di architettura medievale. Di epoca ottocentesca è invece la chiesa parrocchiale del capoluogo; al suo interno è conservata una tela raffigurante la Sacra Famiglia dipinta da Giovan Battista Costa, artista riminese.

## Società

### Evoluzione demografica
Abitanti censiti

### Etnie e minoranze straniere
Secondo i dati ISTAT al 31 dicembre 2009 la popolazione straniera residente era di 517 persone. Le nazionalità maggiormente rappresentate in base alla loro percentuale sul totale della popolazione residente erano:
- Albania 161 3,22%
- Romania 52 1,04%
- Cina 50 1,00%

## Economia
Rilevante è la produzione agricola, in particolare quella del vino sangiovese (fa parte dell'Associazione "Città del Vino"), e l'attività artigianale. Nella frazione di Sant'Andrea in Casale è in corso l'insediamento del secondo polo produttivo provinciale per estensione.

## Amministrazione
Di seguito è presentata una tabella relativa alle amministrazioni che si sono succedute in questo comune.
| Periodo        | Periodo        | Primo cittadino    | Partito                                                        | Carica  | Note  |
| -------------- | -------------- | ------------------ | -------------------------------------------------------------- | ------- | ----- |
| 20 giugno 1985 | 6 giugno 1990  | Gianni Fanelli     | Partito Comunista Italiano                                     | Sindaco | [ 6 ] |
| 6 giugno 1990  | 23 aprile 1993 | Antonio Semprini   | Partito Comunista Italiano, Partito Democratico della Sinistra | Sindaco | [ 6 ] |
| 23 aprile 1993 | 24 aprile 1995 | Liviana Cannini    | Partito Democratico della Sinistra                             | Sindaco | [ 6 ] |
| 24 aprile 1995 | 14 giugno 1999 | Mariano Guiducci   | lista civica                                                   | Sindaco | [ 6 ] |
| 14 giugno 1999 | 14 giugno 2004 | Mariano Guiducci   | Democratici di Sinistra                                        | Sindaco | [ 6 ] |
| 14 giugno 2004 | 8 giugno 2009  | Christian D'andrea | centro-sinistra                                                | Sindaco | [ 6 ] |
| 8 giugno 2009  | 26 maggio 2014 | Christian D'andrea | lista civica                                                   | Sindaco | [ 6 ] |
| 26 maggio 2014 | in carica      | Mirna Cecchini     | lista civica Noi per San Clemente                              | Sindaco | [ 6 ] |